# Roderick Gordon
Roderick Gordon (Londra, novembre 1960) è uno scrittore britannico, autore del romanzo fantasy per ragazzi Tunnel, il primo di un'esalogia di racconti scritti assieme a Brian Williams.

## Biografia

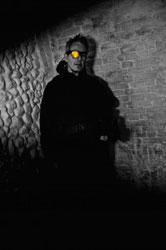
Roderick Gordon vestito come il personaggio di Drake nella serie di Tunnel

Cresciuto ad Highgate, nella North London, era timido durante l'infanzia e si rifugiava nel disegno e nella scrittura; mentre frequentava la Hall School ad Hampstead, all'età di 12 anni, si vide pubblicato il suo primo racconto breve sul giornale della scuola. Dopo aver frequentato la Oundle School, si iscrisse alla University College London, dove studiò biologia e si specializzò in genetica; qui incontrò per la prima Brian Williams (che invece studiava alla Slade School of Fine Art).
Dopo essersi laureato nel 1983, per diversi anni compose musica e suonò in varie band, oltre ad essere stato assunto per un breve periodo nella casa di produzione cinematografica HandMade Films di George Harrison, ma in seguito lavorò nella Città di Londra per una banca d'investimento, da cui venne licenziato nel 2001. Riavvicinatosi al suo amico Brian Williams, nel 2003 decise di collaborare con lui nella stesura di testi, dapprima realizzando la sceneggiatura di un film thriller intitolato Second Face, per poi passare alla scrittura di un libro per ragazzi.
Attratto dal mondo dell'archeologia e della paleontologia (uno degli antenati di Gordon fu, tra gli altri, il geologo William Buckland), tra il 2003 e il 2004 abbozzò assieme a Williams la trama di un romanzo d'avventura con elementi fantasy, che poi autopubblicò nel 2005 con il titolo The Highfield Mole, riscuotendo un incredibile successo ed attirando l'attenzione di Barry Cunningham (l'editore che scoprì e pubblicò i romanzi di Harry Potter scritti da J. K. Rowling). Egli assunse entrambi e fece ripubblicare il libro, cambiandogli il titolo in Tunnels (noto come Tunnel nell'edizione italiana) e facendolo apprezzare in tutto il mondo. Ad esso fecero seguito altri 5 libri, che insieme compongono un'esalogia tutta incentrata sulle vicende del giovane protagonista Will Burrow.

## Vita privata
Gordon vive nel North Norfolk. Sposato, ha due figli.

## Opere
Serie di Tunnel 
- Tunnel (Tunnels, 2007)[2]
- Abisso (Deeper, 2008)
- Freefall (2009)
- Closer (2010)
- Spiral (2011)
- Terminal (2013)